# Biblioteca Municipală „Radu Rosetti” Onești
Biblioteca Municipală „Radu Rosetti” Onești este biblioteca publică a municipiului Onești, din județul Bacău, cu titulatura de centru cultural zonal.

## Istoric

### Casa Școalelor
Regulamentul bibliotecii din comuna Bogdănești, plasa Tazlăul de Jos-Trotuș, județul Bacău, primul document de acest fel din România, a fost emis în data de 16 februarie 1890 și a influențat apariția a două biblioteci publice în zona respectivă: Buciumi și Onești.
În anul 1896 Ministerul Culturii și Instrucțiunii a înființat Casa Școalelor cu scopul de a impulsiona dezvoltarea culturală a populației rurale. Aceasta a creat bibliotecile populare și le-a aprovizionat cu cărți special editate pentru aceste biblioteci.
La 26 august 1898 a fost elaborat „Regulamentul pentru funcționarea bibliotecilor populare”. O asemenea bibliotecă a funcționat în Onești pe lângă școala primară de centru și avea sarcina de a organiza conferințe, difuzare de carte sau evenimente artistice.

### Casa Națională din Onești
În timpul Primului Război Mondial, în Onești, a fost stabilit sediul Cartierului General al Armatei Române de Nord, ce lupta pe frontul de la Oituz, condusă de generalul Eremia Grigorescu. În acest context, în iarna anului 1917, la Onești, un grup de luptători de front activi și în rezervă din armatele I și a II-a au decis înființarea Caselor Naționale, cu misiunea de a cultiva portul, cântecul și jocul popular românesc. La Onești a fost inaugurată în decembrie 1917 prima Casă Națională din România, formată dintr-o sală de sfaturi, teatru, o sală de bibliotecă și citit, o sală de expoziții, o sală de tir distractiv, un pavilion, o horă, aparate de gimnastică.
Biblioteca Casei Naționale de la Onești cuprindea la acea vreme câteva sute de volume. Imediat după aceea s-au deschis Casele Naționale de la Cașin, Târgu Trotuș, Borzești, Parincea, Muntenii de Jos și Pașcani. O dată pe an, Casa Națională din Onești era vizitată de Nicolae Iorga și colonelul Ion Manolescu, care țineau conferințe urmate de șezători literare.

### Societatea Culturală „Cosânzeana”
Activitatea Casei Naționale a făcut ca în 1923 un grup de elevi și studenți să înființeze o societate culturală numită „Cosânzeana”, cu sediul în localul școlii de centru. Din grupul de inițiativă au făcut parte, printre alții, Ion Pelin, Andrei Molnar, Cicerone Călinescu, Margareta Călinescu. Aceștia au înființat pe lângă societate și o bibliotecă formată din donații, iar primul bibliotecar a fost Ștefan Covaci, student la Institutul Agronomic din Cluj. În 1928 biblioteca a fost preluată de Margareta Călinescu, funcționară la Banca Oituzul.

### Biblioteca orășenească
Între anii 1940-1944, activitatea bibliotecii a fost întreruptă din cauza intrării României în cel De-al Doilea Război Mondial, când mare parte din fondul de carte al bibliotecii s-a pierdut.
După anul 1948, s-au reunit colecțiile bibliotecilor Societății „Cosânzeana” și ale Căminului Cultural și s-a format Biblioteca sătească, ce deținea un fond de aproximativ 2000 de volume. Biblioteca funcționa într-o încăpere a Căminului Cultural, fosta Casă Națională. În anul 1957, Biblioteca Sătească s-a mutat în localul școlii de 7 ani. Aici s-a înființat pentru prima oară sala de lectură, iar caracterul colecțiilor a devenit enciclopedic.
În anul 1961, sistematizarea noului Bulevard Oituz a impus demolarea școlii, iar biblioteca și-a continuat activitatea în trei săli de pe arealul Conacului Aslan, devenit „Casa Pionierilor”. Biblioteca deținea 11000 de volume. S-a introdus accesul liber la raft și un modul pentru lectura presei. Odată cu dezvoltarea orașului s-a dezvoltat și biblioteca, astfel că în anul 1963, biblioteca s-a mutat într-un sediu mai mare, format din trei apartamente, în care funcționau: o secție pentru adulți, una pentru copii și o sală de lectură.

### Biblioteca municipală
În 1968, când Onești a devenit municipiu, biblioteca a primit titulatura de bibliotecă municipală și deținea la acea vreme aproximativ 39.000 de volume.
În 1970, trei biblioteci municipale din țară au fost desființate, printre care și cea din Onești. S-a redeschis un an mai târziu, în 1971, cu sprijinul academicianului Miron Constantinescu și a devenit filială a Bibliotecii Județene Bacău.
Începând cu anul 1982, la bibliotecă s-au organizat audiții muzicale susținute de Dorin Speranția, într-o sală special amenajată. De asemenea, biblioteca a găzduit și a sprijinit activitatea Cercului rebusist „Cosânzeana”, reprezentativ pe plan național.

### Modernizare
După anul 1990 biblioteca deținea peste 110.000 volume și era împărțită în secții de împrumut pentru adulți și copii, sală de lectură, sală de audiții și proiecții, sală pentru cercurile de șah și rebus, compartiment de evidență și prelucrare a cărții, informare bibliografică, Filiala „Cosânzeana”, compartiment de recondiționare a cărții.
În 1994 s-a aprobat construcția clădirii în care biblioteca își desfășoară activitatea și în prezent, pe un teren deținut anterior de nepotul lui Radu Rosetti, avocatul René Bogdan. În 1995 biblioteca din Onești a primit numele scriitorului Radu Rosetti. În 2001 a avut loc inaugurarea în noul sediu.
La finalul anului 2022 biblioteca a intrat într-un proces de renovare și modernizare, ce a fost încheiat în decembrie 2023. Biblioteca deține, din 15 iunie 2024, un Agent Virtual (VA).

## Colecții speciale
Biblioteca Municipală „Radu Rosetti” Onești deține două lucrări care au aparținut Bibliotecii „Buciumul lui Ștefan-Vodă”. De asemenea, biblioteca deține 25 de volume care au aparținut Societății „Cosânzeana”. Cărțile au ștampila Societății și numele donatorilor.

## Structură
Biblioteca Municipală „Radu Rosetti” este formată din sediul central și Filiala „Cosânzeana”. Sediul central cuprinde:
- Sala Multimedia
- Sala de Împrumut Adulți
- Sala de Internet Adulți
- Sala de Împrumut Copii
- Sala Internet Copii
- Ludoteca
- Sala de lectură
- Aula
- Spațiul multifuncțional
- Galeria de artă

## Galerie foto

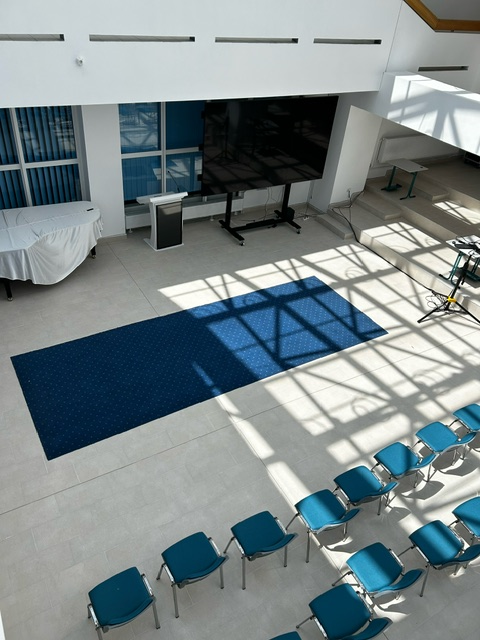
Spațiul Multifuncțional din Biblioteca Municipală ”Radu Rosetti” Onești - detaliu
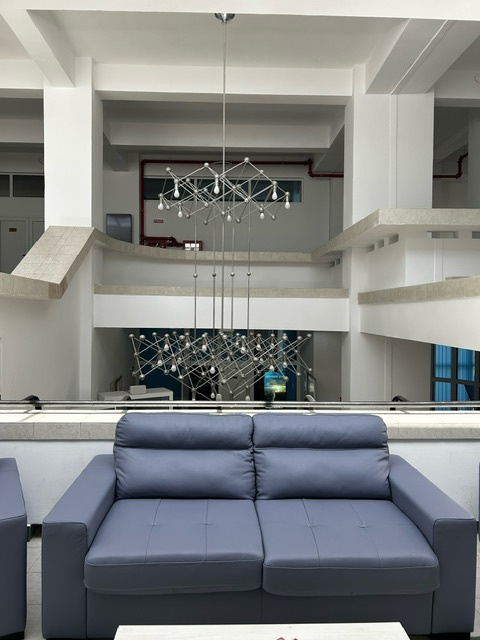
Imagine din Biblioteca Municipală ”Radu Rosetti”
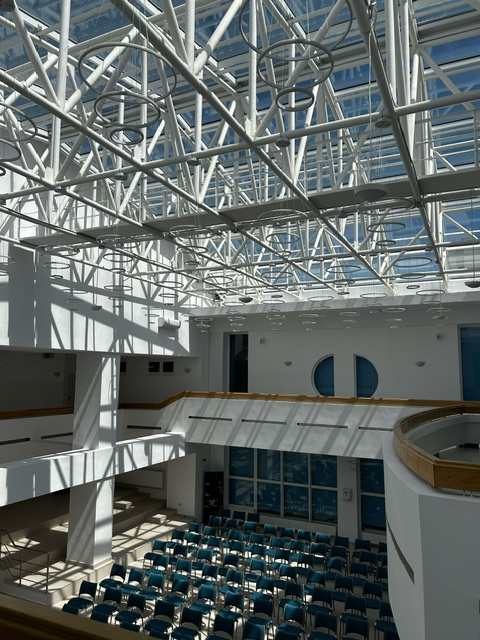
Spațiul Multifuncțional din Biblioteca Municipală ”Radu Rosetti” Onești
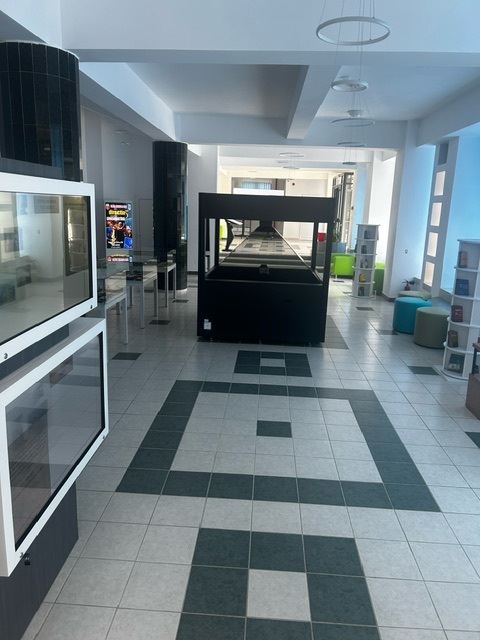
Holul Hologramelor
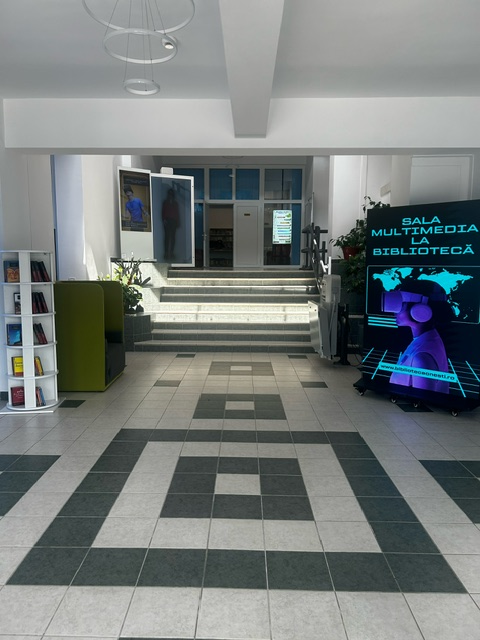
Intrare Bibliotecă
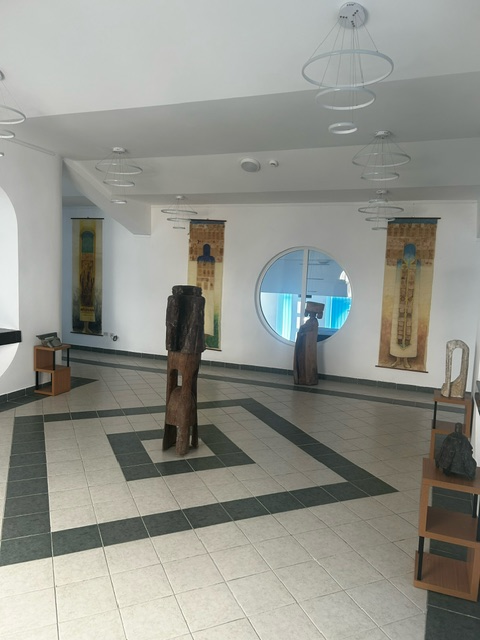
Galeria de Artă

## Proiecte culturale
- Concursul Național de proză scurtă „Radu Rosetti”
- Concursul de ex-libris
- Stagiunea muzicală
- Nocturna bibliotecii
- Navigator 50+
- CODE Kids
- Trupa de Teatru „Alfa”
- Concurs „Cartea pe care o iubesc”
- Concursul de desene „Pagini fermecate, gânduri colorate”
- Concursul de lectură
- Ateliere de vacanță
- Videoproiecții muzicale
- Laboratorul DaDa
- Povestea de la prânz (proiect on-line), premiat de Asociația Națională a Bibliotecarilor și Bibliotecilor Publice din România (ANBPR) în anul 2022